# Acanthodelta canuta
Acanthodelta canuta là một loài bướm đêm trong họ Noctuidae.